# История Николаева
История Николаева — краткая история города Николаев.
Город возник благодаря кораблестроению в Российской империи. Вначале он строился как верфь. На протяжении XIX века Николаев был центром кораблестроения на Чёрном море, а также центром управления Черноморским флотом.

## Предыстория
Первые известные поселения на берегах рек Южный Буг и Ингул появились в конце позднего палеолита (около 20 000 лет назад). В эпоху поздней бронзы (XII—XIII века до нашей эры) на месте современного Николаева в период около 300 лет существовало укреплённое городище киммерийцев, единственный известный порт на севере Чёрного Моря, периода Троянской войны, в историографии получившее название «Дикий Сад». Находки остатков древнего водопровода, относящиеся ко времени существования Ольвии и её Хоры, свидетельствуют об урбанистическом поселении эллинского периода.
В I половине XVIII века большая часть Южного Прибужья оставалась слабозаселенной. Толчком для дальнейшего заселения края стал выход Российской империи, в результате русско-турецких войн, к Чёрному морю — по Кючук-Кайнарджийскому мирному договору 1774 года земли между Днепром и Южным Бугом отошли к Российской империи.
Получив территорию между Днепром и Южным Бугом, получив право беспрепятственного плавания по Азовскому и Чёрному морям, Российская империя приступила к созданию флота.
В 1783 году санкт-петербургский купец австриец Франц Фабре, пожелавший завести сельско-хозяйственное имение в Херсонском уезде, получил разрешение генерал-губернатора Новороссии князя Г. А. Потёмкина. В 1784 году ему было отмежовано 500 десятин земли «при реках Буге и устье Ингула». Также Фабре попросил отмежевать ему ещё дополнительно 1000 десятин земли, то есть всего 1500 десятин, и получил Высочайшее разрешение. Таким образом Фаброва дача охватывала весь Николаевский полуостров: жилые и хозяйственные постройки находились в основном на Ингуле у Казачьего перевоза (нынешний Ингульский мост), на Виноградной косе (нынешние территории водной станции Черноморского судостроительного завода и яхт-клуба), на мысе у впадения Ингула в Бугский лиман (Мыс пороховых погребов) и на Осницкой косе (современные Лески); пахотные земли располагались в восточной стороне полуострова. Однако в 1787 году по распоряжению Потёмкина все эти земли были отобраны у Фабре в казну.

## В Российской империи

### Основание

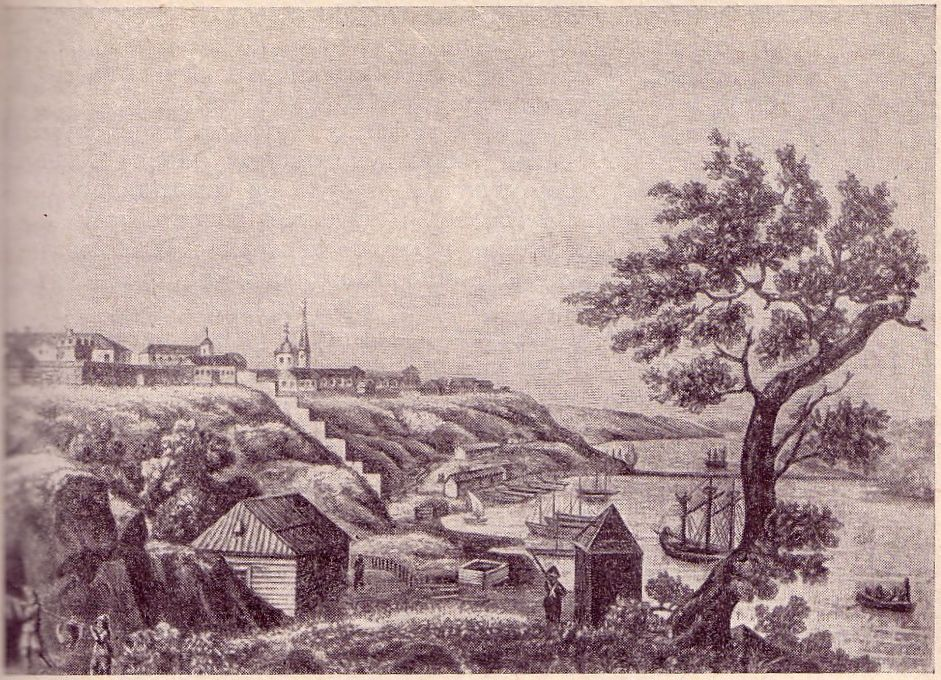
Вид Николаева в конце XVIII века. Гравюра.

Рождение города связано со строительством первой верфи. Создание верфи на Ингул, которой генерал-губернатор Новороссии князь Г. А. Потёмкин придавал особое значение, он поручил лично своему первому помощнику по преобразованию южного края статскому советнику М. Л. Фалееву, что следует из ордера № 282, от 27 апреля 1789 года: «Вашему препоручаю попечению … завести верфь на Ингуле».

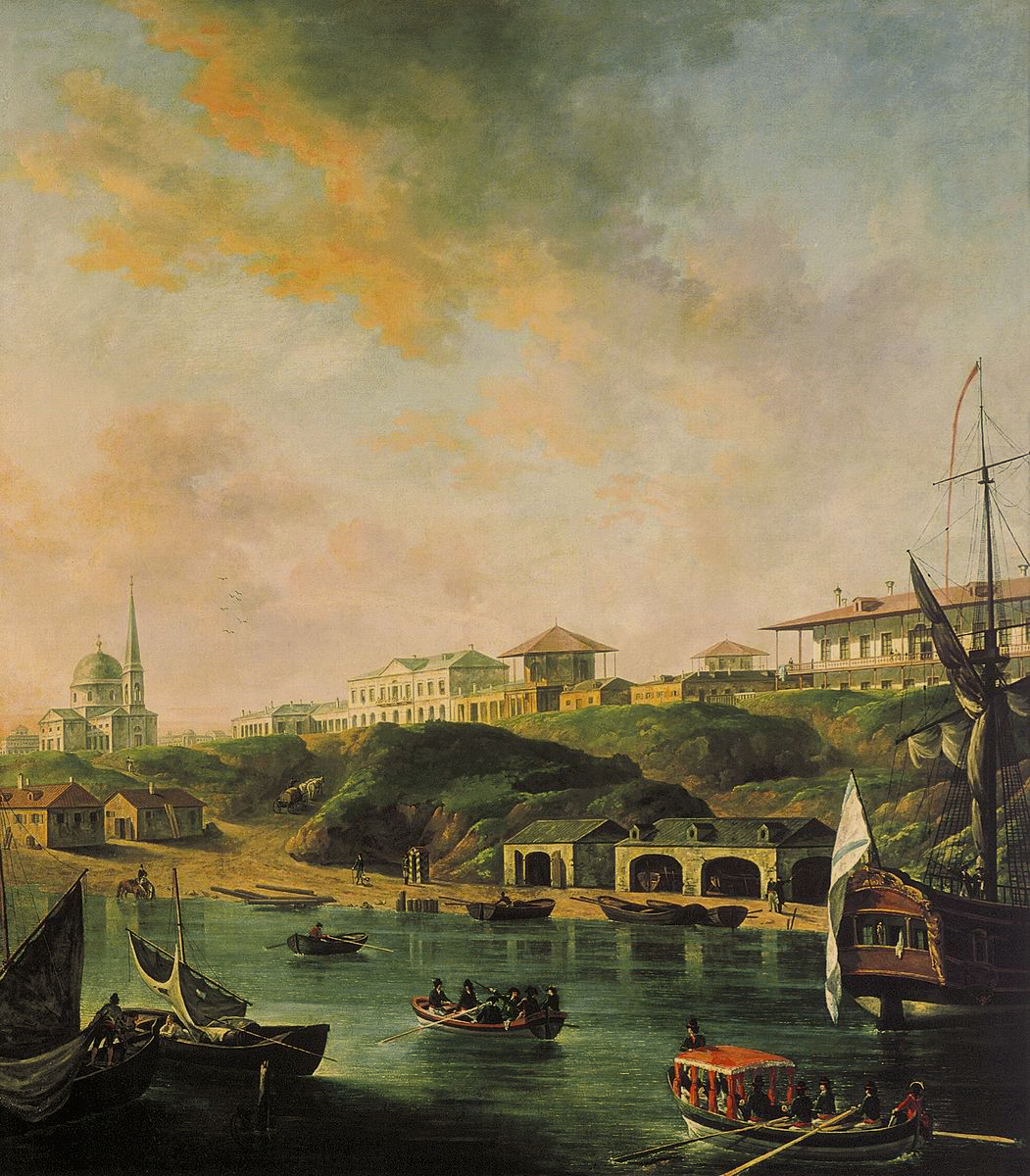
Ф. Я. Алексеев. Вид города Николаева. 1799. Холст, масло. 197 × 178 см. Третьяковская галерея, Москва.

В ордере № 1065 полковнику М. Л. Фалееву от 27 августа (7 сентября) 1789 года князь Г. А. Потёмкин дал будущему городу название Николаев: «Фаборову дачу именовать Спасское, а Витовку Богоявленское, новозаводимую верфь на Ингуле город Николаев». Считается, что название Николаев дано Потёмкиным в память о взятии русскими войсками под его предводительством турецкой крепости Очаков 6 (17) декабря 1788 года — в день памяти святителя Николая Мирликийского.
Князь Потемкин имел свою свиту, которая всегда странствовала вместе с ним. И в этой свите пребывал врач Данило Самойлович. Он был личным врачом Потемкина. Но занимался он не только проблемами князя. Именно он предложил Потемкину построить прифронтовой лазарет. Так как, в то время Николаев был прифронтовым городом. Шла русско-турецкая война, и в Николаев привозили много раненых солдат. Также в это время появился первый каменный стационарный госпиталь. Построили его в деревне Витовка, на левом берегу Бугского лимана.
Русско-турецкая война послужила началом зарождения аптечного дела в николаевском крае. Финалом войны послужило взятие Кинбурнской крепости и Очакова. Поступление раненых солдат закончилось, но аптечное дело продолжило свое развитие. Теперь оно «перекочевало» в город. Ведь там началось развитие верфи, и аптекари были очень кстати.
10 (21) ноября 1789 года князь Г. А. Потёмкин обратился к Екатерине II с донесением № 84 с просьбой утвердить за Николаевом статус города, согласно Городовому положению Екатерины II от 1785 года. Однако статус города Николаев получил только в октябре 1790 года.
Первым кораблём, построенным в Николаеве, стал фрегат «Святой Николай». Судно заложили на стапелях Николаевского адмиралтейства 6 (17) января 1790 года и спустили на воду 25 августа (5 сентября) того же года.
В апреле — мае 1790 года по приглашению князя Г. А. Потёмкина в Николаеве работал архитектор И. Е. Старов. Он разработал генеральный план города, проекты государственных и личных домов, проект Спасского дворца Потёмкина (построен в 1791 году).

В 1791 году в Николаеве было лишь 26 дворов и 147 жителей. Но уже по состоянию на 1792 год в городе было 1 566 жителей, 185 магазинов, лавок и погребов, были открыты торговые ряды. В 1792 году губернатор Екатеринослава Каховский так отзывался о Николаеве в письме секретарю Екатерины II тайному советнику В. С. Попову: 
Строений кончено и начато много. Вода в колодцах хороша, а в фонтанах отменно хороша. Деревья посажено много. По хуторам разводятся огороды для поваренных растений и распахиваются земли под посев хлеба. Михайло Леонтьевич показывал нам всё сие, будучи сам в восхищении. Признаюсь в. П-ву, что я пришёл изумление увидя толь много строений на том месте, где два года тому назад видел я два только шалаша из камыша сделанных.

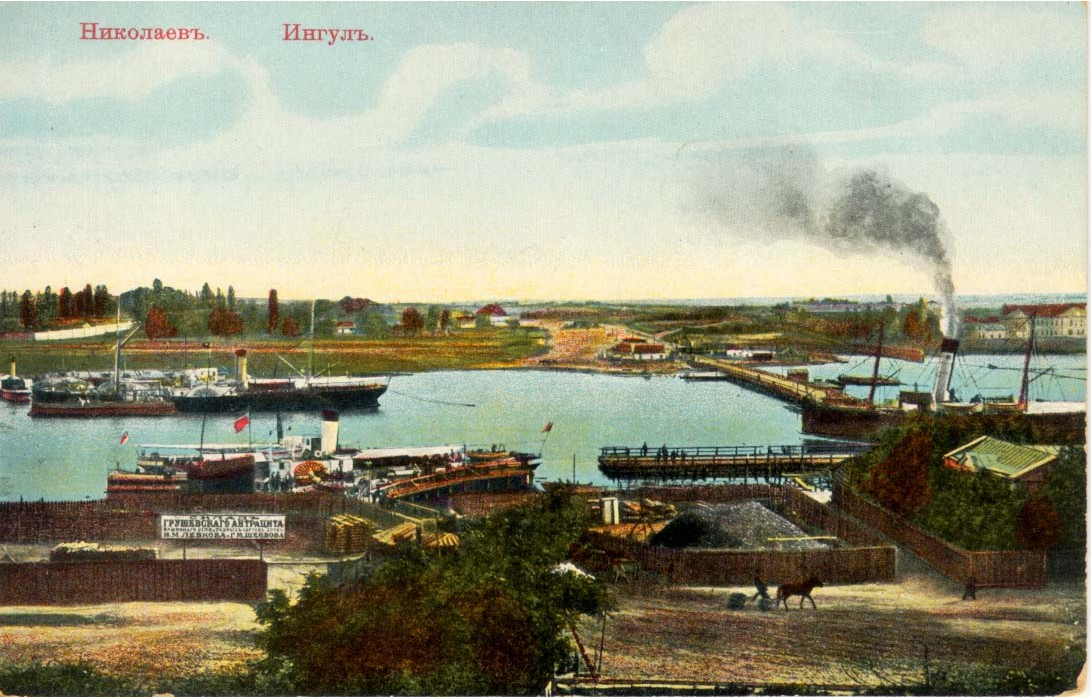
Старинный рисунок моста через Ингул

В 1792—1795 годах в Николаеве был построен первый мост — Ингульный (Ингульский). Он был наплавным и проложен на понтонах.
В 1796 году из Херсона в Николаев было переведено Черноморское адмиралтейское управление.
В 1798 году в городе было учреждено училище корабельной архитектуры, ещё одно открыто, в это же время, в Санкт-Петербурге.
В 1798 году Николаев посетил австрийский путешественник Бальтазар Гакет во время поездки по Северному Причерноморью. Он оставил такие воспоминания о городе: «Пошёл прямой дорогой в Николаев, красивейший город сред степей всей Таврии: в нём множество больших улиц, с отдельно стоящими домами, с колоннами, красивыми площадями и большим зданием Адмиралтейства вместе с корабельной верфью».
8 октября 1802 года Николаев стал центром Николаевской губернии, после Указа Сената о разделении Новороссийской губернии на Екатеринославскую, Николаевскую и Таврическую губернии. Николаевская губерния просуществовала меньше года.

Указом Александра I и Сената № 20760 от 15 мая 1803 года центр и губернское управление из Николаева были переведены в Херсон, губерния стала именоваться Херсонской и Николаев стал городом этой губернии.
7 октября 1803 года был высочайше утверждён первый герб города. Он просуществовал 80 лет.
В 1812 году во время Отечественной войны из матросов Николаева и Севастополя был сформирован 75-й корабельный экипаж. Высадившись в устье Дуная, экипаж соединился с армией адмирала Павла Чичагова, участвовал во многих боях и во взятии Парижа. Активное участие в войне принимали также Бугское казачество и эскадрон, сформированный из местных жителей.

### При Грейге
C 1816 по 1833 год военным губернатором Николаева был Алексей Грейг. Он много сделал для украшения города: основал бульвар, озеленил улицы и пустыри, построил много зданий, развёл сады.
В ноябре 1820 года Грейг велел начать работы по строительству городского водопровода. Водопровод, получивший название Спасский, сооружался под руководством полковника округа путей сообщения Рокура. Строительство было окончено в 1825 году, но из-за некачественных труб вода подавалась только в дом Главного командира. До конца XIX века вода поставлялась из Спасского источника, откуда её развозили для продажи по городу в бочках.
В 1821 году по предложению городского головы купца Кустова в районе Поповой балки (на юго-востоке Николаевского полуострова) была построена Купеческая пристань. К ней был проложен спуск, по которому на телегах везли грузы. Возле той же Поповой балки приглашённый Грейгом иностранец Самаси открыл кирпичную, черепичную и фаянсовую фабрики, а Алиауди (Аляуди) устроил механическую мельницу, при которой выделывались сукна и фланель. Там же был сооружён пильный завод Бакстера и Лаутона, пивоваренный завод и лесные склады.
В том же 1821 году по инициативе Грейга в Николаеве была построена первая на юге обсерватория. Для её расположения был выбран Спасский холм — наиболее высокое место на Николаевском полуострове. Здание обсерватории было построено по проекту архитектора Фёдора Вунша инженером-гидротехником Борисом Фан-дер-Флисом. Обсерваторией на протяжении 50 лет заведовал Карл Кнорре.
В 1822 году была предпринята первая попытка официального именования улиц Николаева: городской полицмейстер Павел Фёдоров разработал проект названий основных улиц города. В проекте предлагались названия тринадцати продольным улицам (идущим с запада на восток Николаевского полуострова) и семи поперечным. Однако Грейг не утвердил этот проект.
В 1826 году в Николаеве стали появляться первые школы общего образования. Первыми получить образование удостоились только мальчики. Время обучения в первых школах составляло всего год. За это время мальчики успевали изучить письмо, слово Божье, арифметику и русский язык.
В начале 1830-х годов по распоряжению адмирала Грейга из Николаева были проложены линии оптического телеграфа в Севастополь, Херсон и Измаил.
И появление городских часов тоже инициирован Грейг. Местом для них послужила центральная площадь.
Управлением Николаева было решено, что доверить такое важное дело нужно только лучшему мастеру часового дела. Среди десятков мастеров было выбрано английского мастера Поля Филиппа Барро. На выбор часовщика также повлияло и то, что николаевские мореплаватели, и не только, хорошо знакомы с фирмой Барро. Основным видом деятельности Барро было изготовление морских хронометров. Это очень сложное дело, которое требует невероятной точности. И когда Грейге решил заказать городские часы именно у Барро, то за качество можно было не волноваться.

### При Лазареве
C 1833 по 1851 год военным губернатором Николаева был Михаил Лазарев.
В 1835 году городской полицмейстер Григорий Автамонов на основе проекта Фёдорова разработал новый проект именования улиц, который был утверждён Лазаревым. Именно тогда улицам Николаева было дано первое официальное название.
Кроме того, по предложению полицмейстера Автамонова город официально был разделён на три части. Автамонов предложил названия Санкт-Петербургская, Московская и Военная Адмиралтейская. Однако Лазарев утвердил следующие: Городовая часть — от Артиллерийской улицы до Садовой, Адмиралтейская часть — от Садовой улицы до 6-й Слободской, Херсонская слободка — от 1-й до 10-й Военной улиц. Городовая часть получила название по своему населению, состоявшему из городских сословий: дворян, духовенства, мещан. Адмиралтейская часть была населена военными адмиралтейскими мастеровыми, а Херсонская слободка названа по близости к Херсонской дороге. В городовой части была сосредоточена вся административная, торговая и культурная жизнь, жила привилегированная часть населения; остальные обитали на окраинных рабочих и военных слободах.

Бывший в 1837 году проездом в Николаеве поэт Василий Жуковский так отозвался о городе: 
В 7 часов утра в Николаеве. Широкий Буг. На месте переправы верфи. Сад из тополей и верб, дубов, обнесенный белою стеною… Вблизи обсерватория, прекрасное здание в стороне, окруженное лесом тополей и верб. Город красивый. Есть здания довольно огромные, все прочие приятной архитектуры. Остановились пить кофе в Николаеве. Прекрасный чистый город, до 40 тысяч жителей, считая 13 тысяч войска. До 50 (тысяч) капиталов. Удачная постройка кораблей… которая стоила более миллиона.
В 1840 году Миллер построил в Николаеве первый театр, просуществовавший до 1880 года.
В 1842 году обветшалый Спасский дворец Потёмкина был перестроен в мавританском стиле. Впоследствии он использовался как здание Летнего Морского собрания — клуба морских офицеров и их семей.

В 1843 году морской астроном Карл Кнорре описывал город таким образом: 
Город сей расположенный на левом возвышенном берегу р. Ингула, по устройству и положению почитается в числе лучших Новороссийского края. В нем Соборная Адмиралтейская церковь во имя Св. Григория Армянского обращает на себя особое внимание с одной стороны как памятник Великой Екатерины, а с другой — как место, где находятся… редкости… Из прочих зданий замечены: присутственные места города Николаева, обсерватория, дом благородного собрания, чертежная, словолитная и переплетная… Для увеселения жителей на возвышенном берегу Ингула устроен отличный бульвар…
В 1843 году в городе появилось первое женское училище. В нем девушки изучали письмо, пение, рукоделие, чтение, чистописание и другое. Обучение в училище длилось два года.
В 1848 году адмиральская яхта «Ореанда» отправилась из города вокруг Европы в Кронштадт и, выиграв главный приз парусных гонок, тем же путём возвратилась назад.

### Крымская война
Во время Крымской войны Николаев стал главной тыловой базой Черноморского флота. Николаевское адмиралтейство обеспечивало флот и армию необходимым вооружением. Кроме того в Николаеве было сформировано и отправлено в Крым четыре экипажа из мастеровых (до 4000 человек), которые принимали участие в обороне Севастополя. Казармы, школы, частные дома оборудовались под госпитали для раненых, эвакуировавшихся из Севастополя.
В 1855 году, когда возникла угроза захвата Николаева и в городе было объявлено осадное положение, вместо переправы через Бугский лиман на том же месте был сооружён наплавной мост из брёвен, примыкавший к каменной дамбе. Мост длиной около 900 м получил название Бугский или Спасский, но в XIX века был переименован в Варваровский — по селу Варваровка на правом берегу лимана, куда он вёл. Мост просуществовал до Второй мировой войны, после которой был восстановлен в прежнем виде.
Чтобы предупредить возможное вторжение в Николаев вражеских кораблей и войск, на подступах к городу силами солдат и мирного населения возводились укрепления, было установлено 160 пушек. Когда русскими войсками был оставлен Севастополь, вражеские корабли сделали несколько неудачных попыток прорваться в Николаев.
Подписанный после Крымской войны Парижский мирный договор запрещал всем черноморским державам иметь на Чёрном море военные флоты, арсеналы и крепости. Изначально представитель Англии лорд Кларендон пытался принудить Россию разрушить морские верфи в Николаеве, но без успеха. С формальной точки зрения Николаев не подходил к понятию порта, лежащего на Чёрном море, поскольку расположен на Южном Буге.

### При Глазенапе
C 1860 по 1871 год военным губернатором Николаева был Богдан фон Глазенап.
После окончания Крымской войны в морских кругах возникла идея обеспечить жизнь инвалидам-морякам. В 1861 году началось строительство хуторов в Николаеве и Севастополе. В Николаеве для этого были выделены земли Морского ведомства, занимавшие обширную территорию на юго-западе Николаевского полуострова (в районе Лесков и около них). К 1869 году был уже выстроен 21 домик с садами и огородами. Домики были заселены преимущественно унтер-офицерами и георгиевскими кавалерами.
В 1860-е годы административное деление города было изменено. Городовую часть разделили на две: одной дали название Одесская — по её прилеганию к дороге на Одессу (через Бугский мост), а вторую назвали Московской — по имени Московской улицы, проходившей примерно через среднюю часть района. Адмиралтейскую часть и Херсонскую слободку объединили в одну Адмиралтейскую часть, которая постепенно стала неофициально именоваться Слободкой.
В 1862 году по ходатайству фон Глазенапа было получено разрешение на открытие Николаевского порта для иностранных судов, таможни и иностранных консульств. Началось строительство Купеческой гавани, в которой было сооружено два причала. Через гавань вывозили зерно, а ввозили песок, камень и лес.
В 1863 году Адмиралтейством была получена из Англии первая перевозочная машина — локомобиль, работавший на пару. Постепенное внедрение паровых автомобилей и подведение к бывшему Адмиралтейству окружной железной дороги позволило отказаться от волов, которые использовались до этого для перевозки грузов.
В 1865 году начала выходить газета «Николаевский вестник», организуется общество морских врачей, городское собрание, общество николаевских лоцманов, утверждаются мужская и женская гимназии.
В 1865 году женское училище реорганизовали в пятиклассную гимназию, которая  впоследствии стала Мариинской гимназией.
В 1867 году, в преддверии русско-турецкой войны, в городе был открыт Южнославянский пансион для детей выходцев из балканских стран. Целью пансиона было воспитание будущей политической элиты Балкан.
В апреле 1868 года в Николаеве было основано отделение Императорского Русского технического общества. Его председателем был избран генерал-лейтенант Константин Константинов, переехавший в Николаев для строительства ракетного завода.
После 1870-х годов в Николаеве начали появляться гимназии для мальчиков. И это все произошло благодаря тогдашнему губернатору Богдану Александровичу фон Глазенапу.

### При Аркасе
C 1871 по 1881 год военным губернатором Николаева был Николай Аркас.
В 1873 году в Николаев была проведена железная дорога, связавшая город через Знаменку с Харьковом.
Также в 1873 году на перекрёстке Соборной (Советской) и Адмиральской улиц был сооружён памятник Алексею Грейгу, бывшему военным губернатором Николаева с 1816 по 1833 год.
В 1874 году император Александр Николаевич посетил Николаевскую гимназию.
В 1878 году во время ожидавшегося прибытия на яхте в Николаев Александра II народовольцы Соломон Виттенберг и Иван Логовенко заложили бомбу под Военной пристанью, чтобы убить императора. Однако он прибыл другим путём, а жандармерия открыла взрывчатый заряд и арестовала народовольцев. Военный трибунал Одесского гарнизона в 1879 году приговорил их к повешению.
В 1879 году в Николаеве был построен ракетный завод. Его руководителем стал Константин Константинов. Завод просуществовал до 1911 года. Напоминание о нём сохраняет название микрорайона Ракетное урочище.
В 1881 году на углу Соборной площади (площади Ленина) и Адмиральской улицы было построено здание театра Монте (по имени владельца). Ныне здесь размещается Николаевский академический художественный русский драматический театр.

### 1881—1895
В 1882 года на перекрёстке Херсонской (проспекта Ленина) и Соборной (Советской) на деньги горожан была сооружена Александро-Невская часовня в память об убитом Александре II. Площадь перед ней назвали Александровской. Часовня простояла до 1929 года.
В 1882 году в Николаеве была открыта первая морская гавань — Вознесенская пристань. Через неё осуществлялось пароходное сообщение с Вознесенском.
16 марта 1883 года высочайше был утверждён второй герб Николаева. К 100-летию основания Николаева — в 1890 году — Николаевское общественное правление изготовило городское знамя — флаг.
Поскольку за оптовый ввоз хлеба и соли в город взималась пошлина, то в 1879 годах торговцы построили за Ингулом хлебные и соляные магазины (склады и амбары) для покупки и хранения хлеба и соли. Со временем на этом месте возник болгарский хутор, получивший название Соляной или Соляные.
В 1880-е годы административное деление города снова было несколько изменено: Адмиралтейскую часть разделили на 1-ю Адмиралтейскую (от Садовой улицы до Военного рынка и кладбища) и 2-ю Адмиралтейскую (от Военного рынка до Ракетного завода).
7 мая 1889 года в Николаеве был открыт речной яхт-клуб.
В 1891—1893 годах в Николаеве был построен элеватор для хранения зерна. Он состоял из двух деревянных корпусов-зернохранилищ, каждый из которых имел по 200 ячеек. К корпусам были пристроены семиэтажные кирпичные башни, в которых размещены механизмы. В 1910 году этот элеватор по величине занимал третье место в России — в нём помещалось 1,75 миллиона пудов зерна.
В 1894 году на свободном квартале между Херсонской (проспектом Ленина), Севастопольской, Мещанской и Малой Морской улицами братья Донские построили Завод сельскохозяйственных машин братьев Донских, впоследствии получивший название «Дормашина».

### 1895—1917

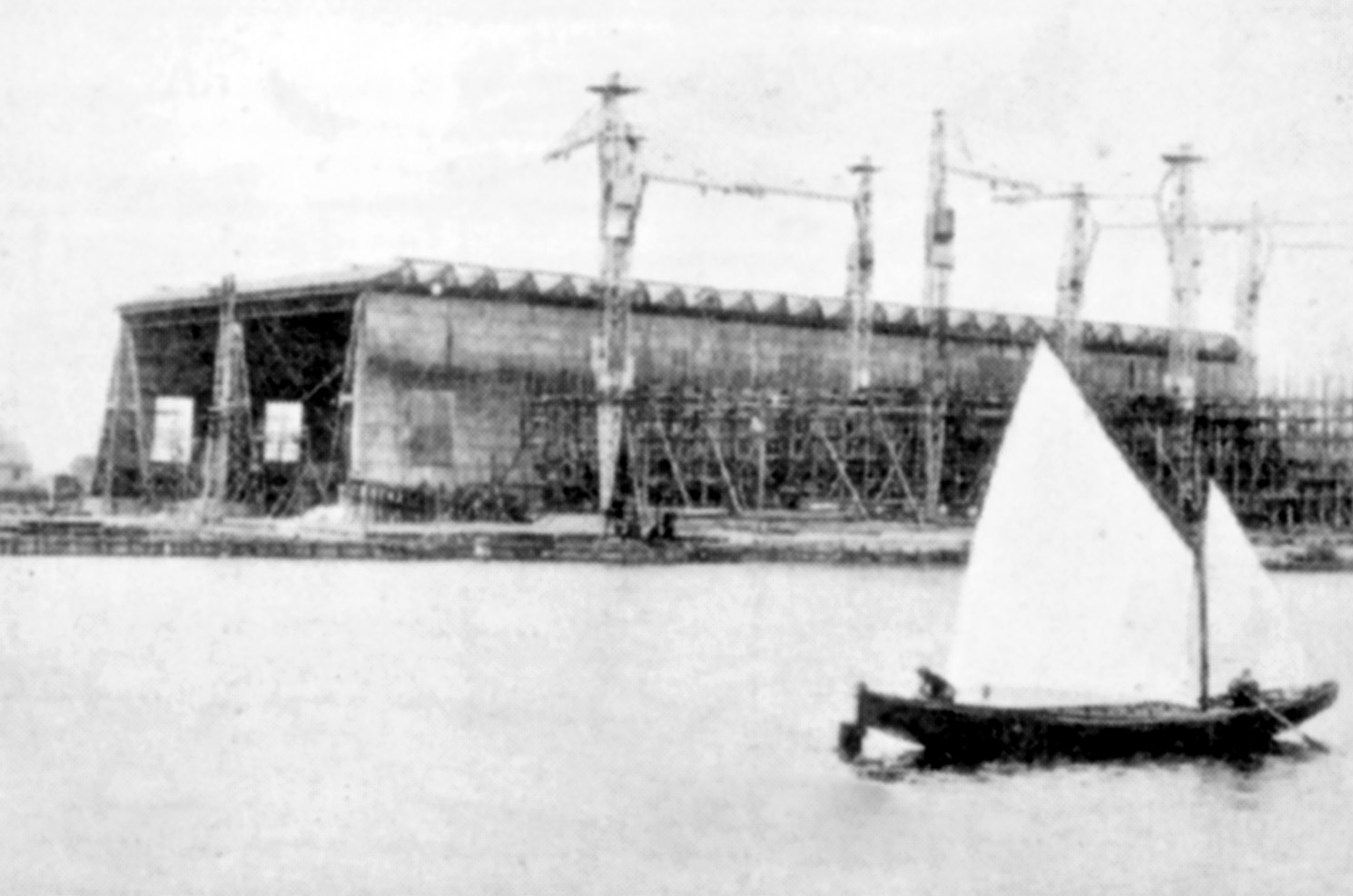
Судостроительный завод, конец XIX века

В конце XIX века акционерное бельгийское общество с главной конторой в Брюсселе начало строить на берегу Бугского лимана судостроительный, механический и литейный заводы. Предприятие вступило в строй в 1897 году под названием «Анонимное общество судостроительных, механических и литейных заводов в городе Николаеве». Сокращённым названием было «Наваль», неофициально предприятие также называли Французским заводом.
Почти одновременно с заводами «Наваль» на соседнем участке «Общество механического производства в Южной России» построило Черноморский механический и котельный завод. Завод должен был выпускать машины и котлы для судов и кораблей, строившихся в Николаеве для Черноморского флота. В 1908 году этот завод влился в завод «Наваль», впоследствии получивший название Черноморский судостроительный завод.
В 1897 году бельгийская компания провела конку, соединившую Слободку с судостроительным заводом «Наваль», портом и яхт-клубом.
В 1904—1909 годах был построен современный водопровод, который питался из нескольких колодцев, прорытых в водоносных слоях в районе дачной застройки. Колодцы располагались почти на одной линии, вдоль которой сформировалась улица, получившая название Водопроводная.
В 1907 году в Николаеве по проекту инженера Владимира Шухова была построена оригинальная водонапорная башня.

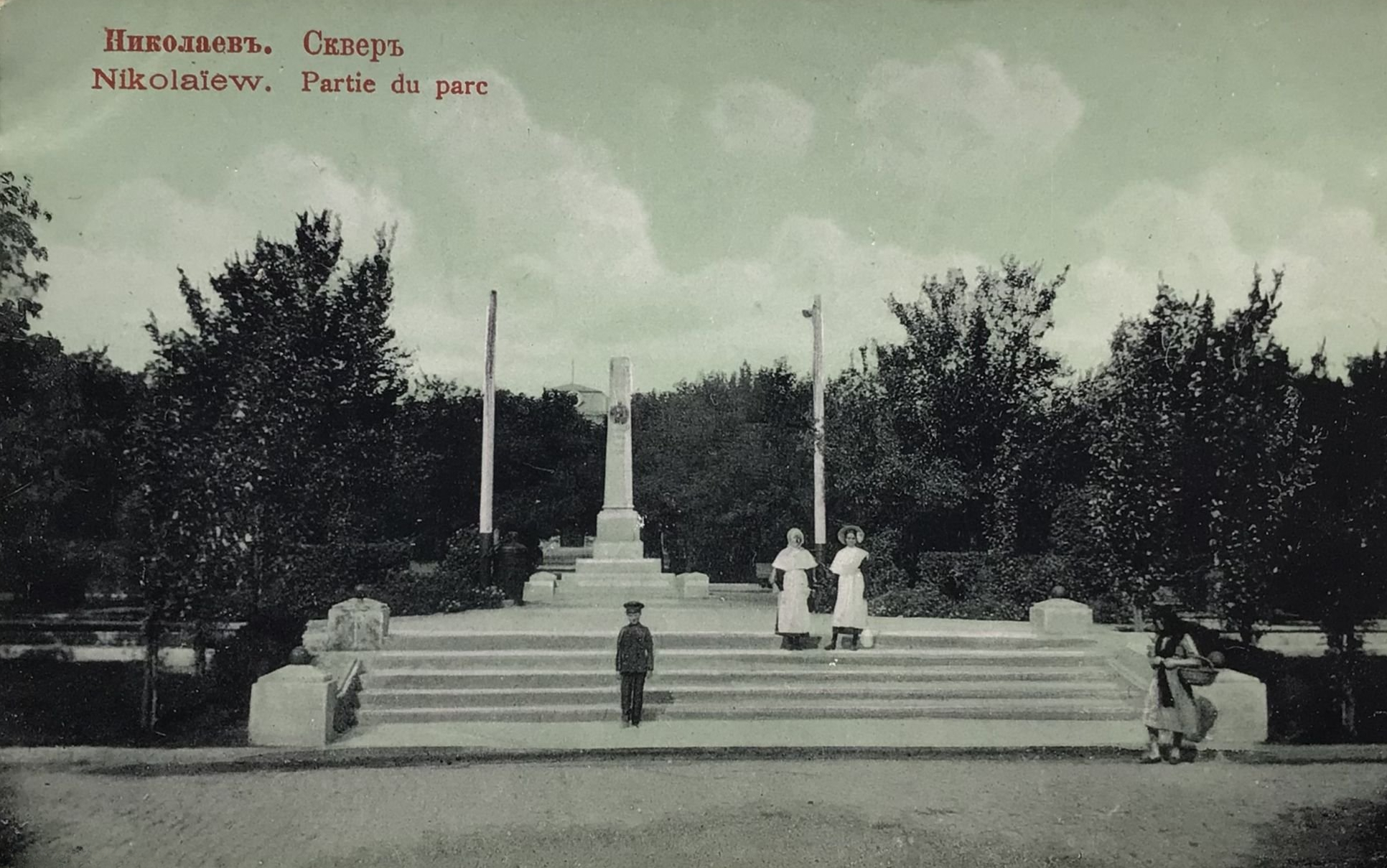
Памятник героям Отечественной войны 1812г.

В 1911 году казённое Адмиралтейство, не справлявшееся с программой строительства судов для Черноморского флота, было отдано частной компании и практически отстроено заново. Верфь получила новое название — «завод Руссуд», по первым слогам названия акционерного Русского судостроительного общества, владевшего верфью. На правом берегу Ингула расположились мастерские заводов «Ремсуд» (Ремонт судов) и «Тэмвод» (Трубочный и электромеханический завод). Первый занимался собственно ремонтом судов, а второй изготавливал трубки и взрыватели для снарядов и мин.
В 1912 году на стороне Аркасовского (Сивашского) сквера, прилегающей к Пушкинской улице, на народные пожертвования был воздвигнут памятник героям Отечественной войны 1812 года. В 1920-е годы этот памятник был разорён, а оставшийся обелиск был переименован в памятник бойцам Сивашской дивизии.
6 июня 1914 года состоялось открытие Николаевского художественного музея имени В. В. Верещагина.
В 1915 году в Николаеве был пущен первый трамвай на электрической тяге, а через некоторое время было завершено строительство трамвайного парка.

## Революция 1917 года. Гражданская война
В результате Февральской революции 2 (15) марта 1917 года царь Николай II отрёкся от престола. 4 марта в Николаеве была разоружена полиция, выпущены политические заключённые, начались выборы в Совет рабочих и Совет военных депутатов. Первый рабочий Совет 7 марта возглавил Владимир Каушан, Солдатский Совет — Я. П. Ряппо (РСДРП). Общественный комитет (орган Временного правительства) — бывший городской голова Леонтович. После объединения 23 апреля председателем Совета рабочих и солдатских депутатов стал Ряппо, Общественного комитета — Овчинников (РСДРП). На муниципальных выборах в июле победу одержали эсеры, городским головой стал их представитель В.Костенко, председателем городской думы — Терентьев. На перевыборах Совета в сентябре победили большевики, председателем стал Ряппо, 1-м заместителем Зимак, секретарём Ветров. 1 декабря председателем стал левый эсер Руденко.
После Октябрьской революции Николаев был прозван «красным Питером Украины». В городе была организована Красная гвардия. В ноябре 1917 года город был провозглашён Советом рабочих и военных депутатов Николаева «временно самостоятельным». Был организован «орган верховной власти» — революционный штаб (комитет) под председательством Я. П. Ряппо, просуществовавший до конца ноября 1917 года. 15 января 1918 года в городе была провозглашена Советская власть. Председателем Исполкома был избран большевик Зимак, а Совета — Григорьев. Гордума была распущена.
17 марта 1918 года в город вступили австро-германские части, которые заняли центр города, начали реквизиции продовольствия, демонтаж и вывоз заводского оборудования. 19 марта ими были закрыты заводы «Наваль» и «Руссуд». 20 марта против оккупационных войск началось восстание, которое продолжалось до утра 25 марта, но было жестоко подавлено. По другим данным, восстание началось 22 марта со стычки на Соборной улице.
- Ноябрь 1918 года — январь 1919 — появление и действия отряда атамана Григорьева против гетманских и немецких частей, размещённых в Николаеве.
- Ноябрь 1918 года — приход британского крейсера.
- 10 февраля 1919 года — вступление греческих войск.
- 12 марта 1919 года — вступление советских частей и отряда атамана Григорьева, принявшего в конце января сторону советов.
- 15 марта 1919 года — эвакуация немецкого гарнизона.
- 2 апреля 1919 года — вступление французских войск и частей добровольческой армии.
- 24 мая 1919 года — захват города частями Григорьева, Махно, анархистскими подразделениями матросов и обычными бандами.
- 26 мая 1919 года — отряды Григорьева, Махно и банды были выбиты из города. Третье установление Советской власти.
- 19 августа 1919 года — захват города войсками Деникина.
- 23 декабря 1919 года — оставление города войсками Деникина.
- 26 декабря 1919 года — возвращение войск Деникина.
- 31 января 1920 года — отступление войск Деникина, вступление в город частей Красной армии.
- 1 февраля 1920 года — 4-е установление советской власти в городе.[19]

## В СССР

### Между войнами

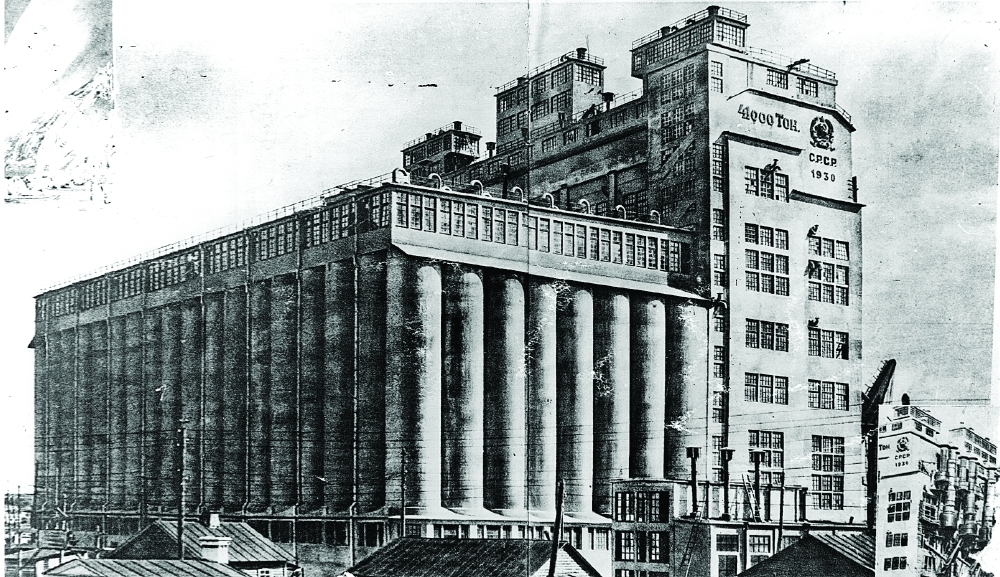
Портовый элеватор, 1930 год

После гражданской войны в Николаеве пришлось отстраивать заводы и фабрики. За годы довоенных пятилеток город вырос в промышленный центр с 40 предприятиями республиканского и союзного значения, не считая сотни предприятий местного значения. Эти предприятия выпускали более 1000 видов продукции.
В 1920 году заводы «Руссуд», «Ремсуд» и «Тэмвод» объединились в одно предприятие «Тремсуд» (Трест морского судостроения). В 1931 году объединение получило название завод имени 61 коммунара — в память о 61 рабочих судостроительного завода «Руссуд», расстрелянных деникинцами в ночь на 20 ноября 1919 года.
После смерти Ленина Николаевский губсовет предложил переименовать Николаев в Верноленинск. Однако предложение не было утверждено.
В 1926—1930 годах на территории Николаевского морского порта был построен портовый элеватор.
В 1929 году в Николаеве была открыта гражданская школа морских лётчиков, просуществовавшая до 1959 года. В 1931—1932 годах начальником школы был Сигизмунд Леваневский, в 1937 году погибший при перелёте в Америку через Северный полюс. В 1938 году школе было присвоено имя Леваневского.
В 1931 году в одесском филиале Гипрограда был разработан первый в советское время проект планировки и реконструкции Николаева. Чтобы не строить мостовые переходы, основными векторами развития города выбраны восточное и юго-восточное направления. Железнодорожный узел был перенесён в восточную часть города.
В 1937 году Николаев получил статус областного центра.

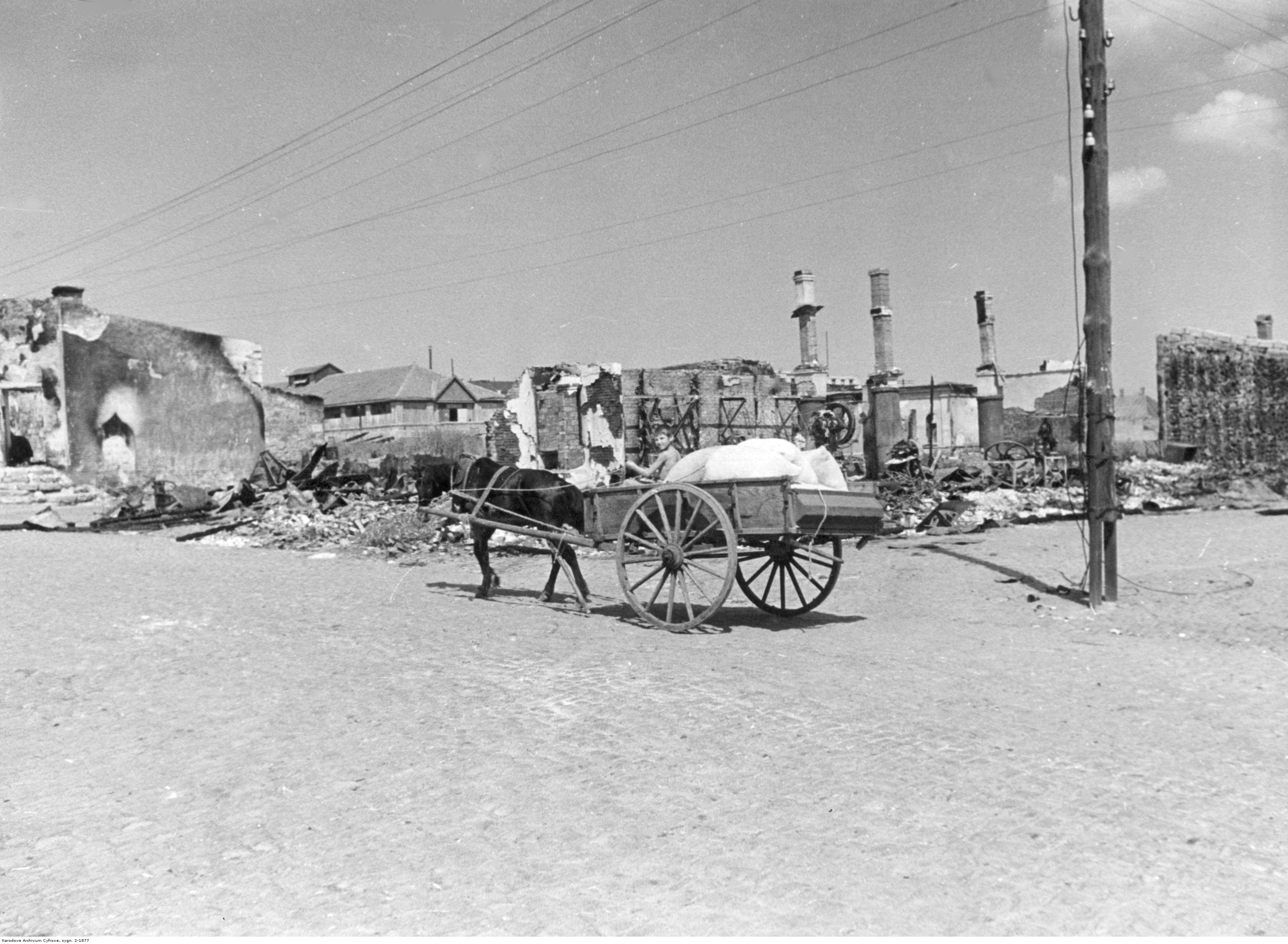
Николаев, возвращение населения в разрушенный город, 1941 год.

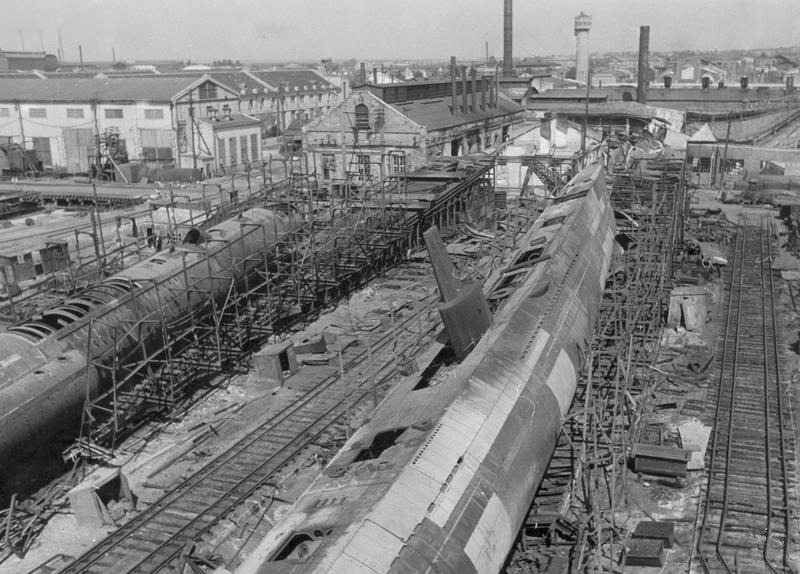
Николаев после оккупации немецкими войсками. Стапеля завода № 198 им. Андре Марти с двумя недостроенными подводными лодками серии IX-бис (С-37 и С-36)

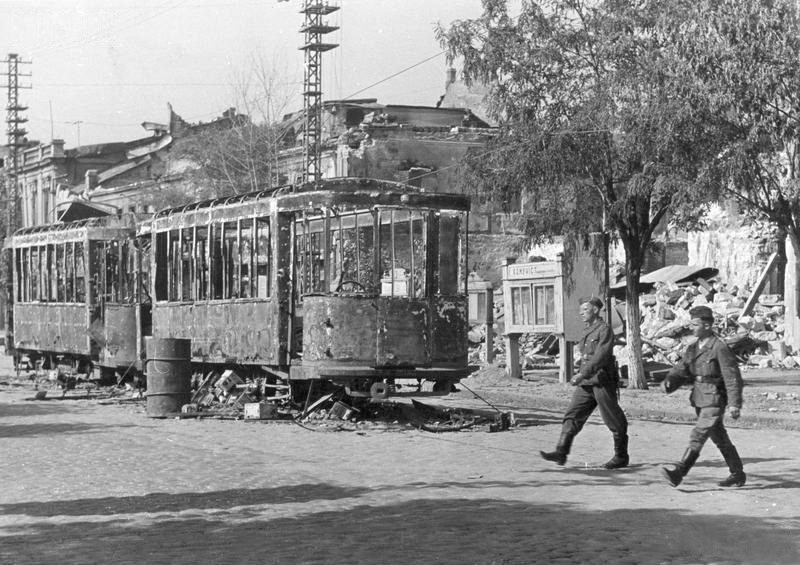
Николаев во время оккупации немецкими войсками. (Предположительно, напротив нынешнего Каштанового сквера), 1941 год

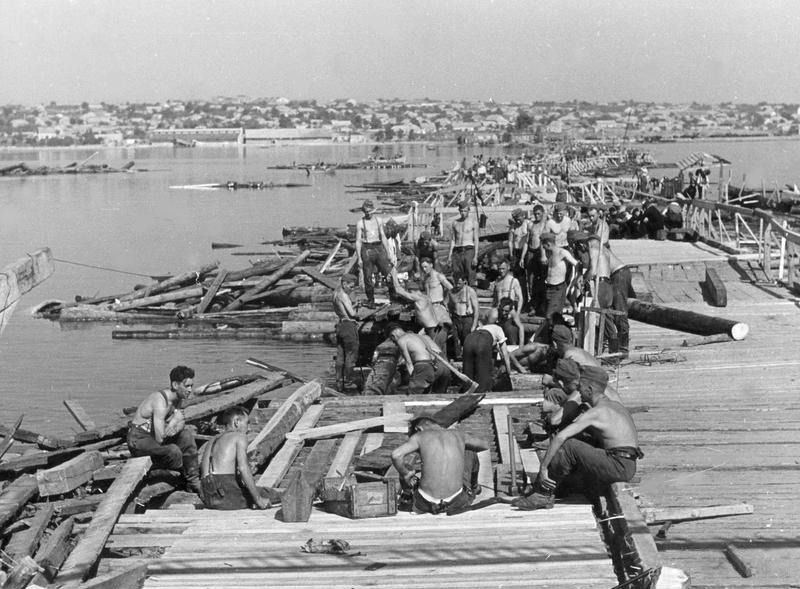
Николаев во время оккупации немецкими войсками, строительство моста через Буг немецкими сапёрами

### Великая Отечественная война
16 августа 1941 года в Николаев вошли передовые части 11-й армии вермахта. На основе Николаева и близлежащих территорий был создан Генеральный округ Николаев (нем. Generalbezirk Nikolajew) в составе рейхскомиссариата Украина. Генеральным комиссаром Николаева был назначен Эвальд Опперманн.
Начало Великой Отечественной войны многое изменило в жизни николаевцев. По этой же причине гордость города корабелов — фабрика «Астра» — была вынуждена переехать в город Кинель. Может это и к лучшему. Во время немецкой оккупации многие заводы, дома и строения пострадали, некоторые были уничтожены навсегда. Но фабрика там не прижилась, и после войны она вернулась в родную гавань.
На северной окраине Николаева, в районе посёлка Темвод, на правом берегу реки Ингул был организован лагерь для советских военнопленных «Шталаг 364».
10 марта 1942 года под руководством Виктора Лягина была совершена диверсия на военном аэродроме за Ингульским мостом. Были взорваны 2 ангара, авиамастерские, 27 самолётов, 25 авиамоторов и большой запас бензина.
30 сентября 1942 года по инициативе Лягина подпольные группы и организации города были объединены в группу «Николаевский центр». Руководителем «Центра» был избран Павел Защук. Из соображений конспирации сам Лягин не вошёл в состав «Николаевского центра», но работа проводилась под его непосредственным руководством. «Центр» объединил более 25 групп и организаций не только Николаева и других районов области, но и Херсона.
5 февраля 1943 года Лягин был арестован немецкой разведкой. 17 июля его расстреляли.
В ночь на 26 марта 1944 года десантный отряд, во главе старшим лейтенантом К. Ф. Ольшанским, состоящий из моряков-добровольцев, сапёров, связистов и проводника, высадился в тыл противника в торговом порту Николаева в районе Старого элеватора. Заняв несколько зданий порта и приспособив их к обороне, отряд двое суток до подхода войск 3-го Украинского фронта вёл бой, отбив 18 атак и уничтожив до 700 солдат противника.
В ночь на 28 марта 1944 года 61-я гвардейская и 243-я стрелковая дивизии из состава 6-й армии форсировали реку Ингул и с севера вошли в Николаев. Одновременно с востока в город вошли части 5-й ударной армии. С юга в город вступили войска 28-й армии и 2-й гвардейский механизированный корпус.
28 марта 1944 года освобождён от гитлеровских германских войск советскими войсками 3-го Украинского фронта и силами Черноморского флота в ходе Одесской операции:
3-й УкрФ:
- 6-й армии в составе: 66-го ск (генерал-майор Куприянов, Дмитрий Андреевич) в составе: 244-й сд (генерал-майор Афанасьев, Георгий Афанасьевич), 203-й сд (генерал-майор Зданович, Гавриил Станиславович); 34-го гв. ск (генерал-майор Маковчук, Николай Матвеевич) в составе: 61-й гв. сд (генерал-майор Лозанович, Леонид Николаевич), 243-й сд (полковник Тополев, Макарий Минович).
- 5-й ударной армии в составе: 3-го гв. ск (генерал-майор Белов, Александр Иванович) в составе: 130-й сд (полковник Сычев, Константин Васильевич), 50-й гв. сд (генерал-майор Владычанский, Антон Станиславович), 54-й гв. сд (генерал-майор Данилов, Михаил Матвеевич), 108-й гв. сд (полковник Дунаев, Сергей Илларионович); 37-го ск (генерал-майор Горохов, Сергей Фёдорович) в составе: 96-й гв. сд (генерал-майор Кузнецов, Сергей Николаевич), 61-й сд (полковник Шацков, Андрей Георгиевич), 416-й сд (генерал-майор Сызранов, Дмитрий Михайлович), 248-й сд (полковник Галай, Николай Захарович); 7-й стребительной противотанковой артиллерийской бригады (полковник Соловьёв, Фёдор Андреевич).
- 28-й армии в составе: 10-го гв. ск (генерал-майор Рубанюк, Иван Андреевич) в составе: 86-й гв. сд (полковник Соколовский, Василий Павлович), 109-й гв. сд (полковник Балдынов, Илья Васильевич), 320-й сд (генерал-майор Швыгин, Илья Иванович); 2-го гв. мехкорпуса (генерал-лейтенант Свиридов, Карп Васильевич) в составе: 4-й гв. мехбригады (полковник Лященко, Михаил Иванович), 5-й гв. мбр (полковник Сафронов, Фёдор Андреевич), 6-й гв. мбр (полковник Рослов, Александр Петрович), 37-й гв. тбр (подполковник Харин, Иван Васильевич); 49-й гв. сд (полковник Маргелов, Василий Филиппович), 295-й сд (полковник Дорофеев, Александр Петрович), части войск 1-й гвардейский укреплённый район (полковник Никитин, Сергей Иванович).

Черноморский флот: 384-й отд. батальон морской пехоты (майор Котанов, Фёдор Евгеньевич) Очаковской Военно-морской базы (контр-адмирал Вдовиченко, Дмитрий Данилович); части войск 23-го штурмового авиаполка (майор Трушин, Иван Иванович), 11-го гв. истребительного авиаполка ВМФ (майор Денисов, Константин Дмитриевич).
- В освобождении города участвовала подпольная группа «Патриот Родины» (Козодеров, Иван Васильевич).

Войскам, участвовавшим в освобождении Николаева, приказом Верховного Главнокомандующего И. В. Сталина от 28 марта 1944 г. объявлена благодарность и в столице СССР г. Москве дан салют 20-ю артиллерийскими залпами из 224 орудий.
Приказом Верховного Главнокомандующего И. В. Сталина от 1.04.1944 года № 076 в ознаменование одержанной победы соединения и части, отличившиеся в боях за освобождение города Николаева, получили наименование «Николаевских»:,
- 2-й гвардейский механизированный корпус
- 86-я гвардейская стрелковая дивизия
- 108-я гвардейская стрелковая дивизия
- 1-й гвардейский укреплённый район
- 92-й гвардейский корпусной артиллерийский полк (подполковник Коннов Павел Андреевич)
- 282-й отдельный авиационный полк связи (подполковник Быков Александр Иванович)
- 384-й отдельный батальон морской пехоты
- 99-й отдельный гвардейский мотоциклетный батальон (капитан Субботин Семен Михайлович)
- 38-й отдельный линейный батальон связи (подполковник Андреев Петр Арсентьевич)[24].

28 марта 1944 года считается днём освобождения Николаева.
Приказом Верховного Главнокомандующего И. В. Сталина от 12.04.1944 года № 088 в ознаменование одержанной победы воинские части, отличившиеся в боях за освобождение города Николаева, получили наименование «Николаевских»:
- 23-й штурмовой авиационный полк ВМФ
- 11-й гвардейский истребительный авиационный полк ВМФ[24].

### После войны

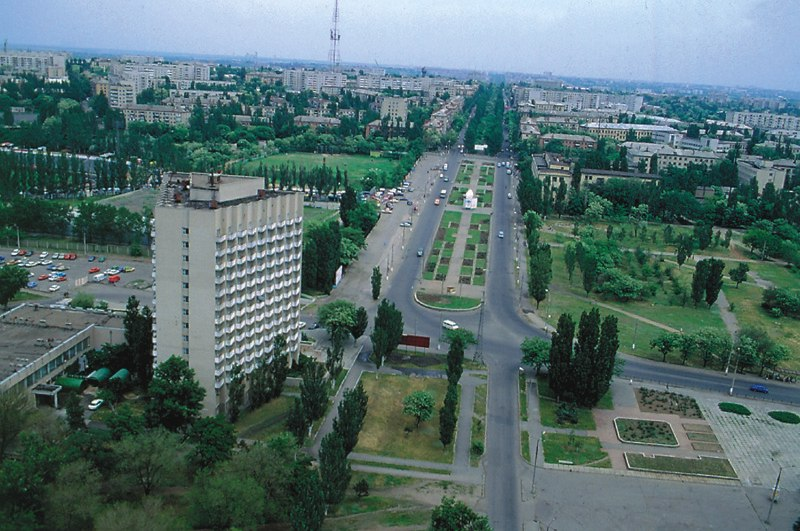
Вид на Центральный проспект

В 1947 году началось строительство судостроительного завода «Океан», который начал функционировать в 1952 году. Почти одновременно с ним в Николаеве был заложен ещё один завод — Южнотурбинный (ЮТЗ), предназначенный для изготовления судовых турбин. К 1948 году были полностью восстановлены все судостроительные заводы, началась постройка кораблей и судов.

В 1960-е годы николаевские докеры во время перебоев со снабжением хлебом отказались отгружать хлеб на Кубу. Как вспоминал Пётр Шелест: 
В городе судостроителей Николаеве произошли большие перебои со снабжением хлебом. Торгующие и фондовые органы снизили фонд муки Николаеву на 800 тонн за счёт «перерасхода» в августе. Дневной спрос на хлеб в городе составлял 150 тонн, выделяют 102 тонны. В городе назревает сложная обстановка, много недовольства.
Из Николаевского порта идёт отгрузка муки на Кубу, портовые грузчики отказались грузить, поэтому на погрузку бросили военные подразделения. Чтобы избежать открытых выступлений и просто забастовок или ещё худших явлений, я на свой страх и риск дал указание Сахновскому (министру торговли) и Бутенко (зампреду Совмина) увеличить фонды на хлеб для Николаева.
19 мая 1982 года в Николаеве был открыт детский городок «Сказка», ставший первым детским городком в СССР.
В 1987 году на яхте «Икар», сконструированной и построенной студентами и сотрудниками Николаевского кораблестроительного института, николаевская команда в составе 7 человек (капитан — почётный гражданин Николаева Борис Немиров) впервые на Украине осуществила кругосветное плавание.
В 1988 году в начале Пушкинской улицы, у Ингульского моста, был сооружён памятник памятник Александру Пушкину.
Война поставила парфюмерное производство на паузу. Если бы не война, то «Астра» могла разрастись до размеров огромного конгломерата намного быстрее. Вместо этого «Астре» пришлось делиться площадью со стекольным заводом, который тоже пострадал от войны. Теперь бывшие соседи стали еще ближе друг к другу. И с этого началась их плотное сотрудничество

## Независимая Украина
1 декабря 1991 года николаевцы вместе с жителями области на всеукраинском референдуме 89,45 % голосов «за» подтвердили Акт провозглашения независимости Украины.
26 сентября 1997 года был утверждён современный городской герб. Новый герб является почти точной копией герба от 16 марта 1883 года, за исключением отсутствия на нём герба Херсонской губернии.
2 июля 1999 года городским советом был утверждён новый флаг Николаева. Этот флаг впервые был поднят над горисполкомом 10 сентября 1999 года.
В 2004 году был утверждён гимн Николаева. В 2010 году был установлен памятник «Единая Европа».
21 августа 2012 года русский язык получил в городе статус регионального.
31 июля 2018 года суд удовлетворил иск прокуратуры о признании недействительным решение областного совета о предоставлении русскому языку статуса регионального. Так, обжалуемым решением областного совета в 2012 году для реализации Закона Украины «Об основах государственной языковой политики» было признано, что на территории Николаевской области наряду с украинским языком как государственным действует русский язык как региональный, а также по ней будут приняты меры, направленные на использование региональных языков. Этот закон признали таким, который не соответствует Конституции Украины. «Решение и выводы, принятые Конституционным Судом Украины, являются обязательными и окончательными. Согласно ст. 10 Конституции Украины, государственным языком является украинский язык», — отметили в прокуратуре.

### Бои за Николаев

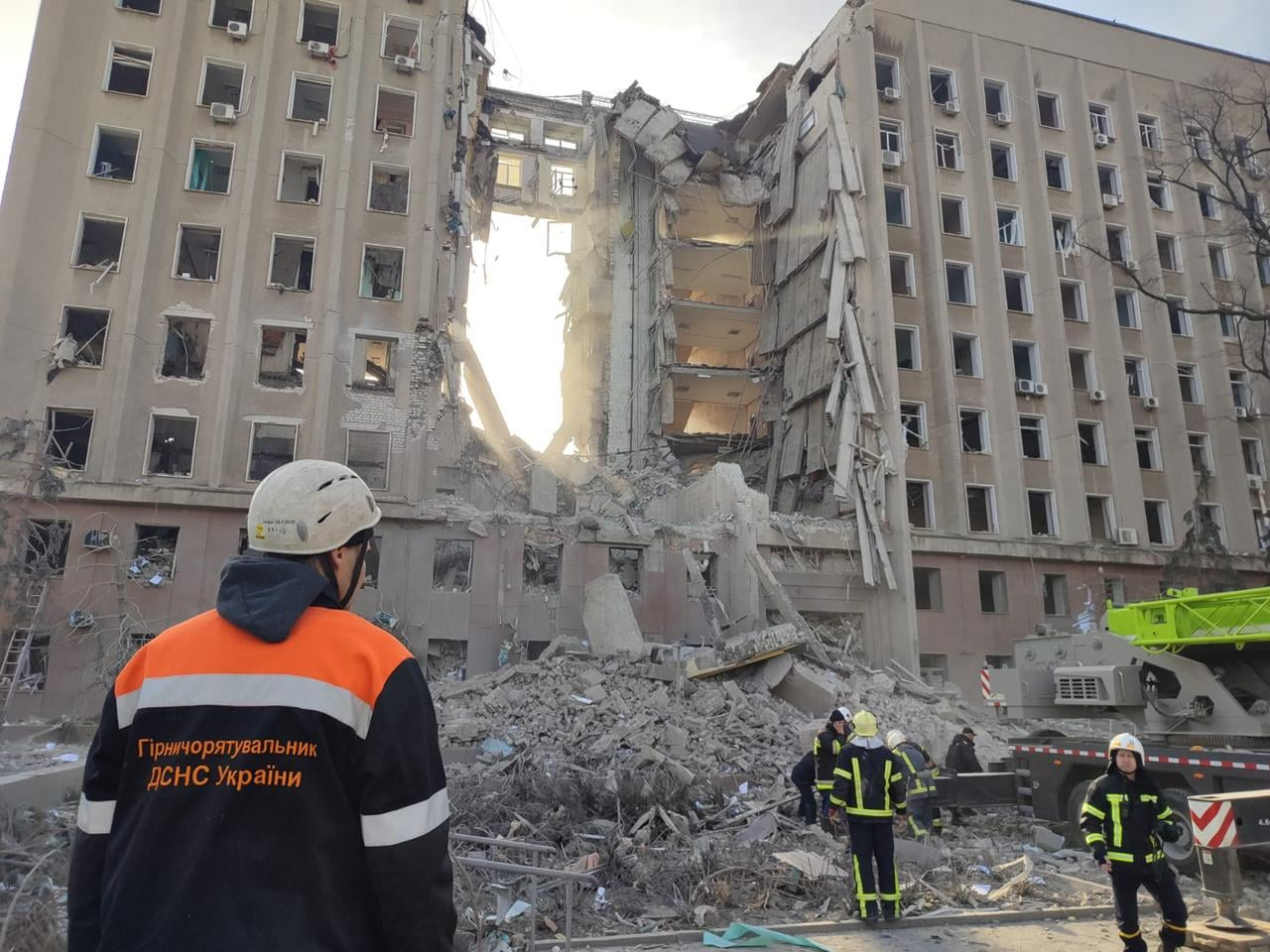
Здание Николаевской облгосадминистрации после российского ракетного удара 29 марта 2022

24 февраля 2022 года, в день вторжения России на Украину, начались бои за Николаев. Утром этого дня российская армия обстреляла аэродром Кульбакино.